# 報國寺經目塔
報國寺經目塔位於四川省資陽市安岳縣雙龍街鄉，位於孔雀洞後山頂上，原報國寺大殿外一高台基單檐式經目石塔，高十五米，呈晚唐建築風格。2006年5月25日列為第六批全國重點文物保護單位。 